# حاتم بن هرثمه
حاتم بن هرثمه (عربی: حاتم بن هرثمة بن أعين) فرمانروای مصر در دوران خلافت عباسی بود.